# پگی نوآک
پگی نوآک (انگلیسی: Peggy Novak؛ زادهٔ ۱ نوامبر ۱۹۰۷) بازیگر اهل بریتانیا بود.
از فیلم‌هایی که او در آن‌ها نقش داشته‌است، می‌توان به وای دکتر نه! اشاره نمود.